# Jesús Iglesias
Jesús Ricardo Iglesias, né le 22 février 1922 à Pergamino et mort le 11 juillet 2005 dans la même ville, est un pilote automobile argentin.

## Résultats en championnat du monde de Formule 1
| Saison | Écurie         | Châssis         | Moteur     | Pneus     | GP disputé | Qualification | Résultat | Points inscrits | Classement |
| ------ | -------------- | --------------- | ---------- | --------- | ---------- | ------------- | -------- | --------------- | ---------- |
| 1955   | Équipe Gordini | Gordini Type 16 | Gordini L6 | Englebert | Argentine  | 17e           | abandon  | 0               | non classé |